# Exsuperatori
Exsuperatori (Exsuperatorius) fou un del dotze títols assolits per l'emperador Còmmode, que va donar al mes de desembre el seu propi nom (Dio Cass.; Zonar. 12.5; Lamprid. Commod. 11; Aurel. Vict. de Caes. xvii.; Eutrop. 8.7; Suidas, s. v. Κόμοδος.).